# 倫克峰
47°00′57″N 12°07′52″E / 47.015949°N 12.131002°E

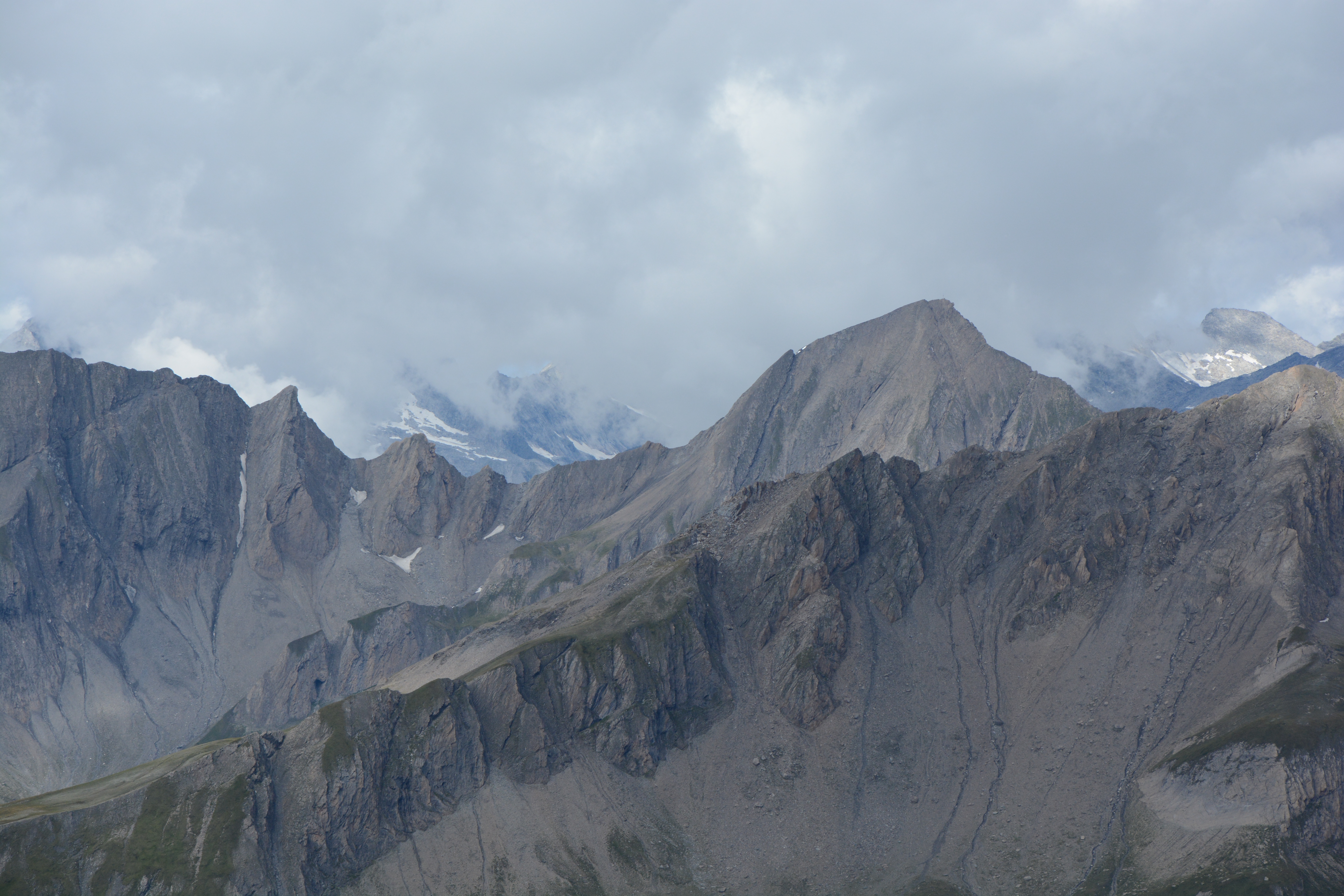

倫克峰（德語：Lenkspitze），是南歐的山峰，位於奧地利和意大利接壤的邊境，屬於維內迪傑山脈的一部分，距離維也納300公里，海拔高度3,105米，每年平均降雨量1,874毫米。